# Wightia (pterosauriër)
Wightia is een geslacht van uitgestorven pterosauriërs, behorende tot de Pterodactyloidea, dat leefde tijdens het Vroeg-Krijt in het gebied van het huidige Verenigd Koninkrijk.

## Vondst en naamgeving
Amateurpaleontoloog John Winch vond op de oostkust van het eiland Wight, bij de klip van Yaverland Point nabij Sandown, een stuk pterosauriërsnuit in een laag plantenafzettingen die al meer fossiel materiaal heeft opgeleverd.
In 2020 werd de typesoort Wightia declivirostris benoemd en beschreven door David Michael Martill, Mick Green, Roy Smith, Megan Jacobs en John Winch. De geslachtsnaam verwijst naar de herkomst op Wight. Er bestond al een plantengeslacht Wightia maar tussen de rijken der dieren en planten gelden geen prioriteitsregels. De soortaanduiding is afgeleid van het Latijn declivis, 'schuin afhangend', en rostrum, 'snuit', een verwijzing naar de knik in de snuit die de affiniteit van de soort verraadt.
Het holotype IWCSM. 2020. 401 is gevonden in een laag van de Wessexformatie die dateert uit het Barremien. Het bestaat uit de gepaarde praemaxillae van de snuit, zonder de snuitpunt en achteraan afgebroken vóór de fenestra nasoantorbitalis. Het fossiel is licht geërodeerd, zijdelings platgedrukt en vervormd. Het maakt deel uit van de collectie van het Museum of Isle of Wight Geology (Dinosaur Isle Visitor Centre).

## Beschrijving

### Grootte en onderscheidende kenmerken
Wegens de beperktheid van de vondst werd er geen grootteschatting van de soort gedaan.
Martill stelde enkele onderscheidende kenmerken vast. Het verhemelte van de praemaxilla toont slechts enkele kleine langwerpige foramina gecombineerd met een enkele rij foramina evenwijdig aan en dicht op de zijrand, die ver uiteen staan, ongeveer één per strekkende centimeter. De snuit hangt af onder een hoek van 12°.
Van Wight is ook Vectidraco bekend, ook een mogelijke tapejaride. Beide taxa overlappen elkaar echter niet in het bekende materiaal en verschillen drie miljoen jaar in geologische leeftijd.

### Snuit
Dat Wightia een tapejaride is, wordt gesuggereerd door de tandeloze kaken en de knik in de snuit. Problematisch is dat die knik niet heel sterk is en ook het gevolg zou kunnen zijn van een vervorming van het fossiel. De foramina op de zijkanten hebben een diameter van minder dan één millimeter. Het verhemelte vormt een licht holle trog met afgeronde randen. Het toont maar een paar openingen, geclusterd in onregelmatige groepjes van drie of vier foramina. De bovenrand van de snuit is licht hol in zijaanzicht en overdwars glad afgerond. Dat het fossiel van een pterosauriër is, blijkt al uit de dunne beenwand met een maximale dikte van 0,61 millimeter. De wand is niet speciaal verdikt in de hoeken. De hoek tussen bovenrand en kaakrand suggereert dat de snuit relatief lang was.

## Fylogenie
Wightia werd in de Tapejaridae geplaatst en daarbinnen in de Sinopterinae, een nog ongedefinieerde nieuw benoemde klade die volgens Martill mede Eopteranodon, Huaxiapterus en Sinopterus omvat. Dit alles is niet gebaseerd op een exacte kladistische analyse. Het zou betekenen dat Wightia de eerste gevonden tapejaride in de Wessexformatie is en een van de oudste bekende tapejariden buiten China.